# Wipperaue (Solingen)
Wipperaue, bis ins 19. Jahrhundert Aue genannt, ist eine Ortslage in der bergischen Großstadt Solingen. Unmittelbar benachbart liegt der Wipperkotten, auf der anderen Wupperseite befindet sich Haus Nesselrath.

## Lage und Beschreibung
Wipperaue liegt abseits der städtischen Bebauung im äußersten Südwesten des Stadtbezirks Burg/Höhscheid an der Wupper, die die südliche Stadtgrenze zu Leichlingen bildet. Der Ort liegt innerhalb der naturräumlichen Einheit Unteres Wuppertal unmittelbar westlich der Mündung des Weinsberger Bachs in die Wupper. Die zu dem Ort gehörenden Gebäude, unter anderem ein Restaurant- und Hotelgebäude, befinden sich an der Straße Wipperaue, die die Verbindung zum Stadtteil Widdert bildet. Zwei Naturschutzgebiete grenzen an Wipperaue an: Tal- und Hangbereiche der Wupper mit Seitenbächen und Weinsberger Bachtal.
Benachbarte Orte sind bzw. waren (von Nord nach West): Wippe, Wipperbanden, Vormeiswinkel, Hintenmeiswinkel, Leysiefen und Nesselrath in Leichlingen, Wipperkotten, Haasenmühle, Oelmühle, Schirpenbruch und Höhmannsberg.

## Etymologie
Der Ortsname ist von dem benachbarten Ort Wippe abgeleitet. Laut Hans Brangs stammt dieser Begriff nicht von der Wupper, sondern vom Unterlauf des Weinsberger Bachs. Das Wort wird als wippender, springender, schnellfließender Bach gedeutet. Eine Aue ist eine feuchte Flusswiese, wie sie in vielen Solinger Ortsbezeichnungen vorkommt.

## Geschichte
Aue wird erstmals urkundlich im Zehntverzeichnis der Abtei Altenberg von 1488 erwähnt und zwar als Auw gelegen lanx die Wypper beneden (unterhalb) der Wypper Hoeve. In der Karte Topographia Ducatus Montani, Blatt Amt Solingen, von Erich Philipp Ploennies aus dem Jahre 1715 ist der Ort hingegen nicht verzeichnet. Er wurde in den Registern der Honschaft Höhscheid innerhalb des Amtes Solingen geführt. Die Preußische Uraufnahme von 1844 verzeichnet den Ort unbenannt neben dem Wipperkotten. In der Preußischen Neuaufnahme von 1893 ist der Ort als Wipperaue verzeichnet.
Nach Gründung der Mairien und späteren Bürgermeistereien Anfang des 19. Jahrhunderts gehörte der Ort zur Bürgermeisterei Höhscheid, die 1856 zur Stadt erhoben wurde und lag dort in der Flur VII. Höhe.
Mit der Städtevereinigung zu Groß-Solingen im Jahre 1929 wurde Wipperaue ein Ortsteil Solingens. Der Straßenname Wipperaue wurde am 26. April 1935 amtlich eingeführt.
Bereits seit 1832 gab es einen Restaurantbetrieb im Ort, der vor allem bei Ausflüglern beliebt war. Das traditionsreiche Restaurant Wipperaue wurde bis 2015 grundlegend saniert und öffnete mit einem neuen Betreiber, der fortan auch einen Hotelbetrieb aufnahm. Im Zuge der Sanierung wurde auch der Minigolfplatz im Ort abgerissen und in einen Parkplatz für das Restaurant umgewandelt. Bei dem verheerenden Hochwasserereignis im Sommer 2021 nahmen die unmittelbar am Fluss gelegenen Gebäude großen Schaden. Der Restaurantbetrieb wurde seither (2024) nicht wieder aufgenommen.